# Andy Creeggan
Andrew Burnett Creeggan (né le 4 juillet 1971), est un compositeur canadien et fut le claviériste et le percussionniste du groupe pop canadien, Barenaked Ladies, de 1990 à 1995. Il est aussi un des membres du trio The Brothers Creeggan, et un artiste solo, ayant quatre albums à son actif.

## Discographie
- Andiwork (album solo, 1997)
- Andiwork II (album solo, 2004)
- Andiwork III (album solo, 2011)
- Andiwork IV (album solo, 2021)

Avec The Brothers Creeggan (Leader, compositeur, voix, claviers, percussions et guitare) :
- Sleepyhead (2002) ;
- Trunks (2000) ;
- Brothers Creeggan II (1997) ;
- Brothers Creeggan (1995).

Avec Barenaked Ladies (Membre fondateur, percussion, claviers, voix) :
- Maybe You Should Drive (1994) ;
- Gordon (1992).